# Alexander Husum
Alexander Husum (født 16. marts 1997) er en dansk internetpersonlighed, influencer, iværksætter og foredragsholder. Han er mest kendt for sine YouTube-videoer på Youtube-kanalen Alexander Husum, der har omkring 479.000 abonnenter (23. september 2024). Han har samlet set over 280 mio. visninger på alle sine YouTube-videoer, og på Instagram har han over 223.000 følgere (23. september 2024).
Han benytter i alt fem Youtube-kanaler. Hans primære kanal Alexander Husum, ekstra kanalen HUSSI, den engelske kanal AlexWho, reaktions-kanalen Husum Reagerer og den sidste kanal Alex & Nellie som han har sammen med sin kæreste Cornelia Mae Kanst Husted. Den har over 89.400 abonnenter. Derudover har han tidligere haft gamingkanalerne hud, og Alek og en podcast med Frederik Plejdrup Noget Nyt?
Husum har desuden udgivet en række singler, hvoraf musikvideoen Min Tesla på YouTube har over 3,3 mio. visninger (23. september 2024).
Han har også været med i Kanal 5-serien 5. Gear sæson 3 sammen med Niki Topgaard.
Alexander Husum har modtaget priserne "Årets bedste på YouTube" i 2017 og "Årets videoskaber" i 2018 ved Youtube awardshowet Guldtuben.

## Filmografi

### Tv-serie
| År   | Title                     | Rolle/Job       | Note(r)           |
| ---- | ------------------------- | --------------- | ----------------- |
| 2018 | 5. Gear                   | Alexander Husum | Vært, Sæson 3     |
| 2018 | Danmarks Største Youtuber | Alexander Husum | YouTuber, Sæson 1 |
| 2020 | Fangerne på Fortet        | Alexander Husum | Program 5         |
| 2021 | Klassen og klassen ekstra | Alexander Husum | Klassen, Sæson 11 |

### Web, video, film
| År   | Title                       | Rolle/Job                                | Note(r)             |
| ---- | --------------------------- | ---------------------------------------- | ------------------- |
| 2018 | Hjemsøgt af Bamse           | Alexander Husum sammen med Niki Topgaard | Video               |
| 2019 | Angry Birds 2 Filmen        | Carl, (dansk stemme)                     | Film, dansk version |
| 2019 | Sådan træner du din drage 3 | Chaghatai Khan, (dansk stemme)           | Film, dansk version |

## Diskografi
- "300 Tusum" (feat. Mika og Tobias, Armin/Armin Merusic, Guld Dennis, Eiqu Miller, og Niki Topgaard og Alexander Husum
- "Min Tesla" (feat. Alexander Husum) (2019)
- "Prank Bro" (feat. Niki Topgaard) og Alexander Husum
- "Det er Makker" (feat. Guld Dennis) og Alexander Husum
- "Hussi Gang" (feat. Eiqu Miller), Jons, Tracks, og Alexander Husum
- "Hussi Gang" (Gucci Gang Remix) version (feat. Eiqu Miller), Jons, Tracks, og Alexander Husum
- "Kun Os To" (feat. Alexander Husum)
- "Sukker" (feat. Alexander Husum) (2019)
- "Du Sus (Among Us Sangen)" (feat. Alexander Husum)
- "Rød Slikkepind" (feat. Alexander Husum)
- "Min Jaguar" (feat. Alexander Husum)
- "En Ny Vej" (feat. Alexander Husum)
- "Ild I Dit Fjæs" (feat. Alexander Husum)
- "Boldsen Hater" (feat. Alexander Husum)
- "Mit alt" (Jason Mraz - I´m Yours Cover parodi) (feat. Alexander Husum)
- "12 Ting Jeg Hellere Vil Høre" (feat. Alexander Husum)
- "Kage" (feat. Alexander Husum)
- "Dyrenes Ven" Min Søsters Konfirmations Sang (feat. Alexander Husum)
- "Sange På Dansk" (feat. Alexander Husum)
- “Bob Bolsje Sangen”

## Coronavirus-pandemien
Raske unge har lav risiko for at blive syge af Covid-19, men stadig mulighed for at smitte andre. I 2020 var Alexander med til et internet-pressemøde om Coronaviruspandemien i 2019-2020 sammen med statsminister Mette Frederiksen for at få især unge til bedre at forstå forskellen og tage ansvar for sårbare.